# Beale Air Force Base

i7
i11
i13

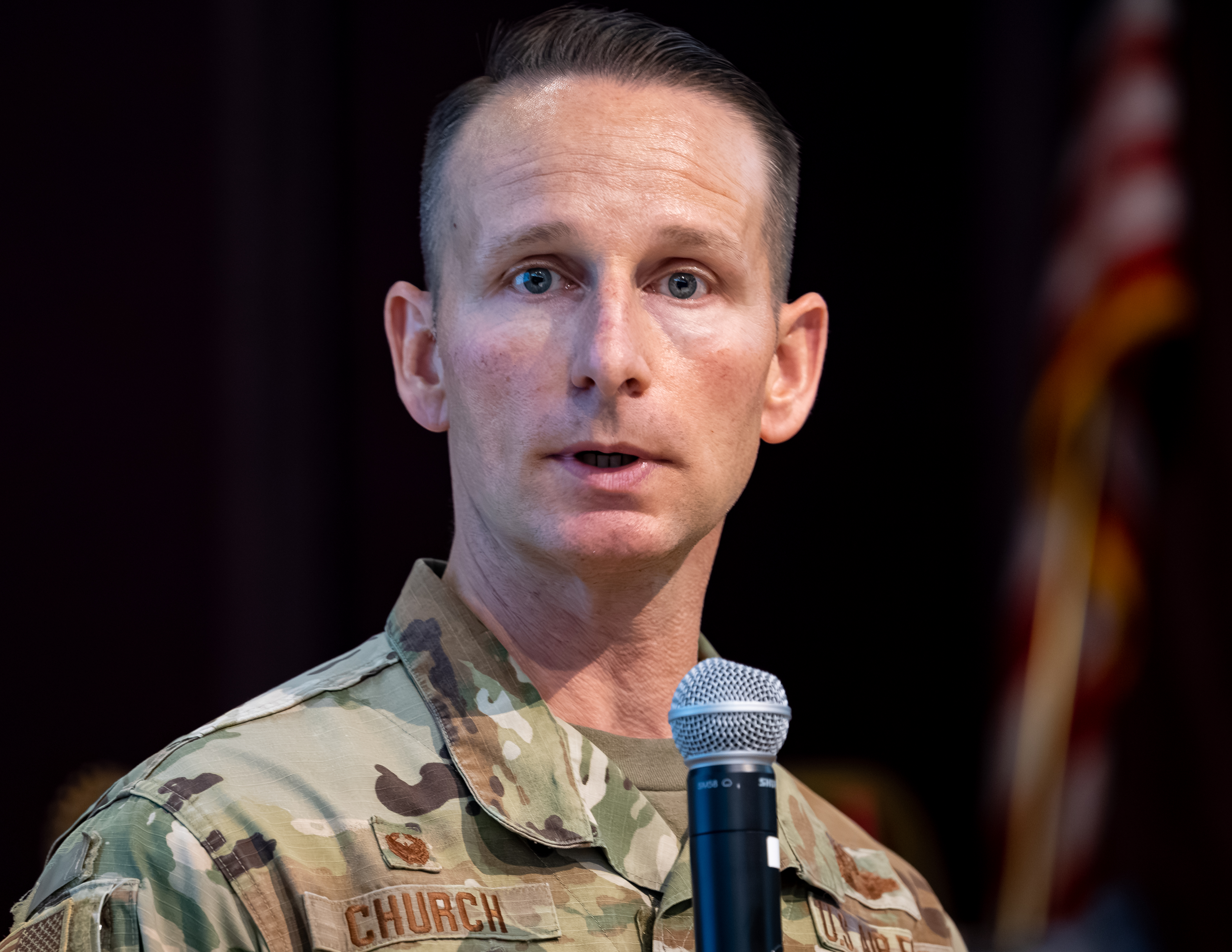
Colonel Geoffrey I. Church, Kommandant der Beale Air Force Base, im Mai 2023

Die Beale Air Force Base (kurz: Beale AFB, IATA-Code: BAB, ICAO-Code: KBAB) ist ein Militärflugplatz der United States Air Force nahe Marysville, Kalifornien. Der ICAO-Code lautet KBAB, der IATA-Code BAB. Der Stützpunkt wurde nach dem Pionier Edward Fitzgerald Beale (1822–1893) benannt. Seit 1992 untersteht Beale dem Air Combat Command.
Die Basis stellt zudem einen census-designated place (CDP) dar, der zum Zeitpunkt der Volkszählung 2020 insgesamt 1303 Einwohner hatte.

## Geschichte
Camp Beale wurde 1942 als Trainingsstützpunkt der United States Army für die 13th Armored und die 81st und 96th Infantry Division eingerichtet. Während des Zweiten Weltkrieges lebten 60.000 US-Soldaten auf der Basis, außerdem wurde dort ein 1000-Betten-Hospital eingerichtet und es wurde als Lager für Kriegsgefangene genutzt. Nach Kriegsende wurde es 1948 von der Army an die Air Force übergeben, die dort Trainingsziele für ihre Bomber nutzte, später dann auch zum Training von Bodencrews.
Im Jahr 1958 wurde die Start- und Landebahn errichtet, ein Jahr später wurden die ersten Tanker des Typs Boeing KC-135 nach Beale verlegt. Im Jahr 1964 teilte das Department of Defense mit, das neue Überschall-Aufklärungsflugzeug Lockheed SR-71 Blackbird auf der Beale AFB zu stationieren. Das 4200th Strategic Reconnaissance Wing wurde 1965 geschaffen, 1966 kam die erste von zwei Blackbirds auf die kalifornische Luftwaffenbasis. Diese wurden im Sommer 1966 dem 9th Strategic Reconnaissance Wing, ebenfalls auf Beale, zugewiesen. Im Jahr 1976 wurden die Aufklärungskapazitäten durch Lockheed U-2 ergänzt, die von der Davis-Monthan Air Force Base kamen. Im Jahr 1990 wurden die SR-71 deaktiviert, 1994 gingen auch die Tanker des 350th Air Refueling Squadron, diese wurden auf die McConnell Air Force Base verlegt.
Im Jahr 1998 kamen wieder Tanker des Reserve-Geschwaders 940th Air Refueling Wing, 2001 dann Aufklärungseinheiten des 12th Reconnaissance Squadron. Diese betreibt von Beale aus U-2, Trainingsjets Northrop T-38 Talon und die Drohne RQ-4A Global Hawk.

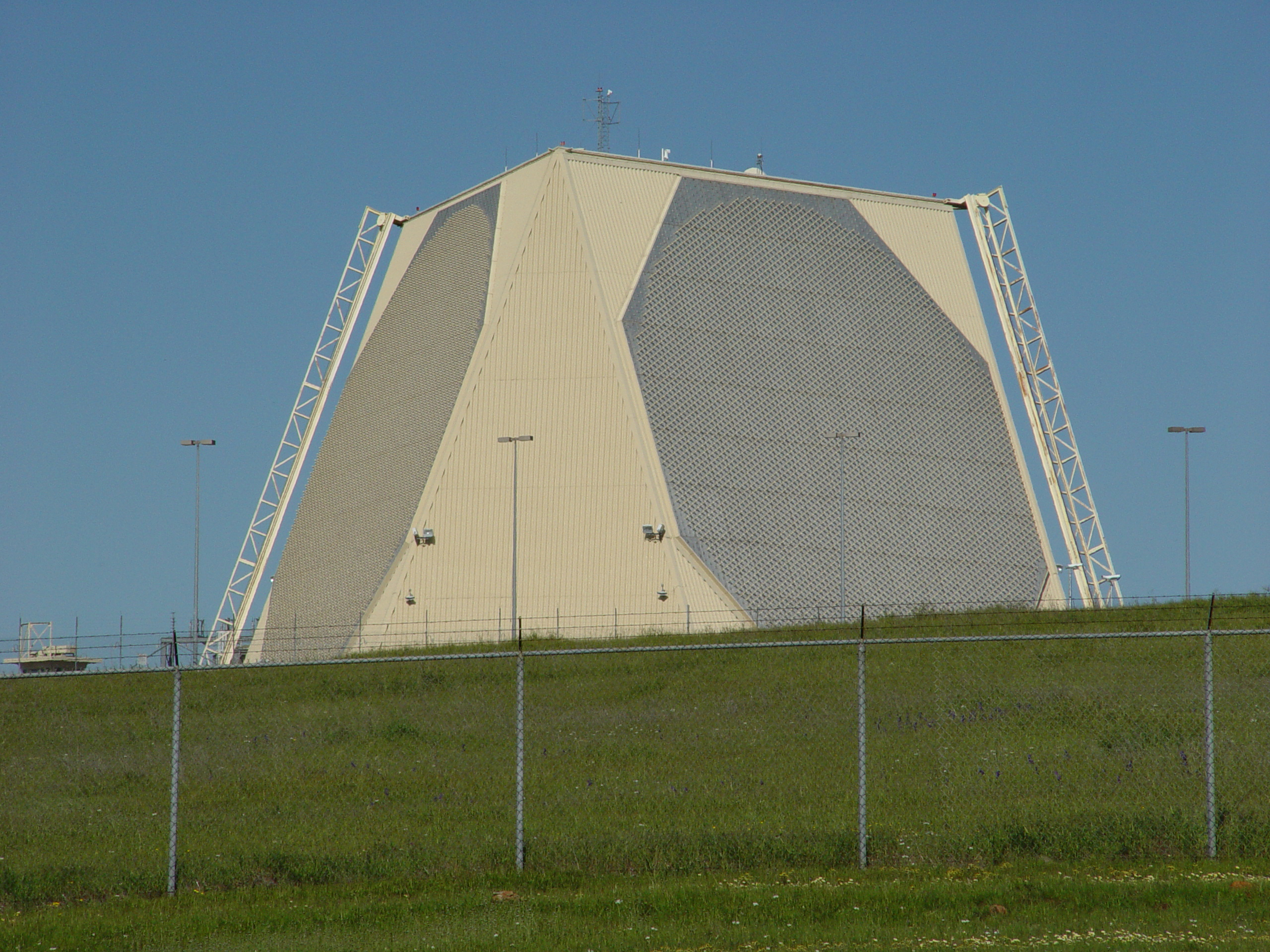
PAVE PAWS Radarstation

Auf der Beale Air Force Base unterhält das Air Force Space Command zudem eine Radarstation des PAVE-PAWS-Netzwerkes zur Erfassung von Starts von Submarine-launched ballistic missiles im Pazifik.

## Weblinks

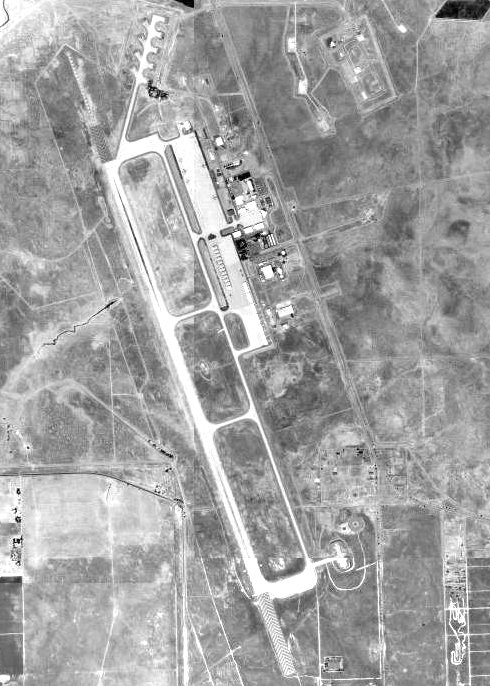
Satellitenaufnahme

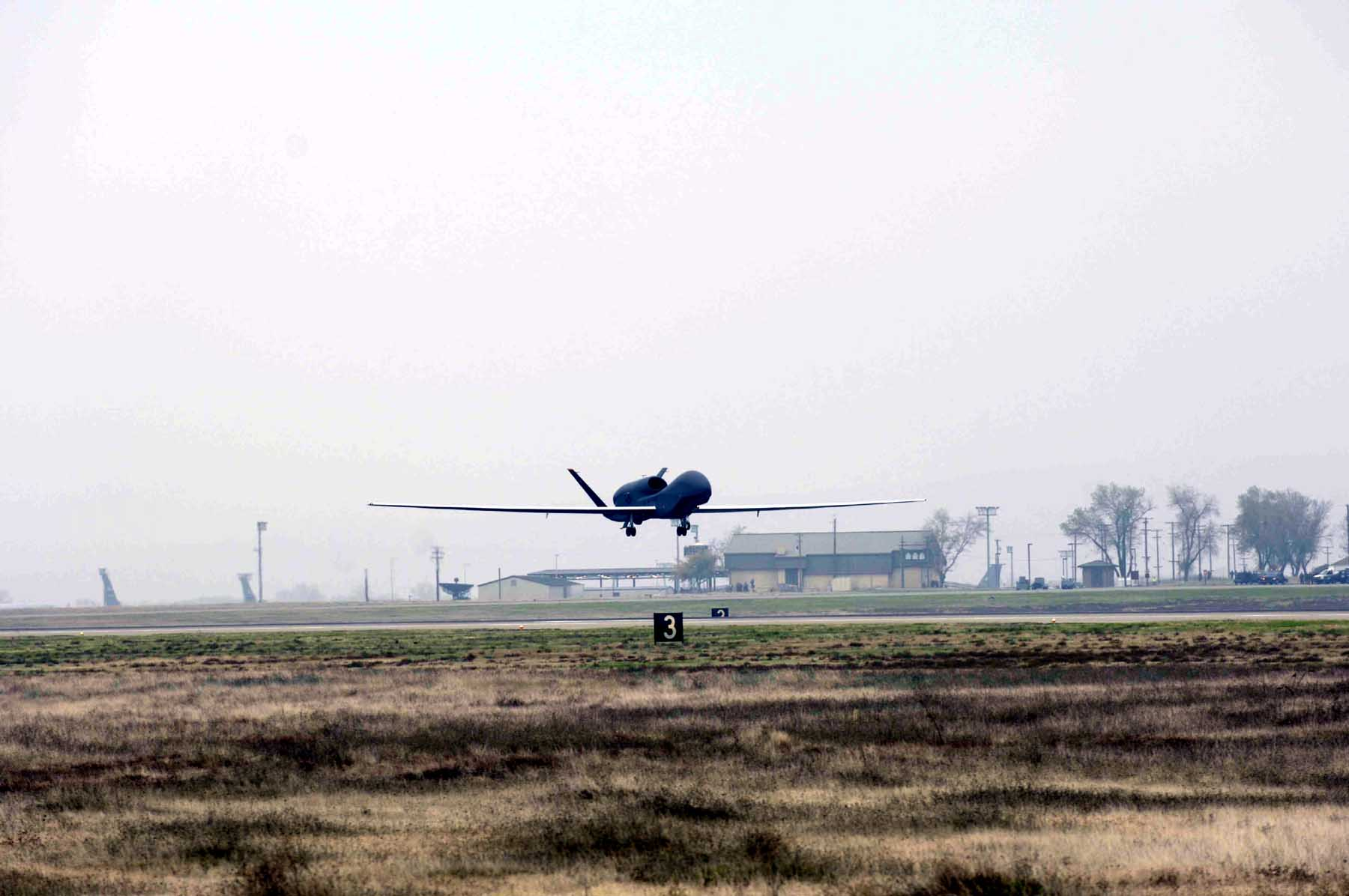
Global Hawk beim Start von Beale